# Нуркиянов, Толеухан Муратханович
Толеухан Муратханович Нуркиянов (каз. Төлеухан Мұратханұлы Нұрқиянов, 8 июля 1950, с. Алмалы, Саркандский район, Талды-Курганская область, Казахская ССР) — министр сельского хозяйства Республики Казахстан. 

## Биография
Нуркиянов Толеухан Муратханович родился 8 июля 1950 года в селе Алмалы Саркандского района Талды-Курганской области. По национальности казах.

### Образование
В 1972 году окончил Семипалатинский зоотехнико-ветеринарный институт по специальности ветеринарный врач.
В 1991 году окончил Академию общественных наук при ЦК КПСС по специальности политолог.

### Трудовая деятельность
Трудовую деятельность начал в 1972 году после окончания Семипалатинского зоотехнико-ветеринарного института, работая ветеринарным врачом колхоза и районной ветеринарной станции.
В 1974–1977 годах - инструктор, заведующий отделом Талды-Курганского обкома ЛКСМ Казахстана.
В 1977–1979 годах - служба в Советской армии.
В 1979–1983 годах - секретарь Талды-Курганского обкома ЛКСМ Казахстана.
В 1983–1991 годах - помощник первого секретаря, заведующий отделом, консультант Талды-Курганского обкома партии.
В 1991–1993 годах - советник председателя облсовета, советник главы области, руководитель группы аппарата главы областной администрации.
В 1993–1997 годах - заместитель главы администрации, затем первый заместитель акима Талды-Курганской области.
В 1997–1998 годах - государственный инспектор, затем заместитель заведующего организационно-контрольным отделом Администрации Президента Республики Казахстан.
С октября 1998 по январь 1999 года - министр сельского хозяйства Республики Казахстан.
С февраля по август 1999 года - первый вице-министр - председатель Комитета ветеринарного надзора министерства сельского хозяйства Республики Казахстан.
С августа 1999 по апрель 2002 года - вице-министр сельского хозяйства Республики Казахстан.
Был членом совета директоров ЗАО «Фонд развития малого предпринимательства».
Впоследствии работал экспертом Казахского агротехнического университета. 
В последние годы — внештатный советник министра сельского хозяйства Республики Казахстан.

## Скандалы и отставка
В апреле 2002 года освобождён от должности вице-министра сельского хозяйства постановлением правительства Республики Казахстан.
29 марта 2002 года на совещании правоохранительных органов с участием президента Республики Казахстан председатель Агентства финансовой полиции Болатбек Булгакбаев сообщил, что в отношении Т.М. Нуркиянова было возбуждено уголовное дело. 
В июне 2013 года газета «Время» упомянула о его отставке со скандалом: депутаты обвиняли Нуркиянова в лоббировании интересов частных компаний при разработке Закона «О ветеринарии».  

## Семья
Женат, имеет двух сыновей и дочь.

## Награды
Две медали.
Почетная грамота Верховного Совета Казахской ССР.